# Anastasius Gribanowski

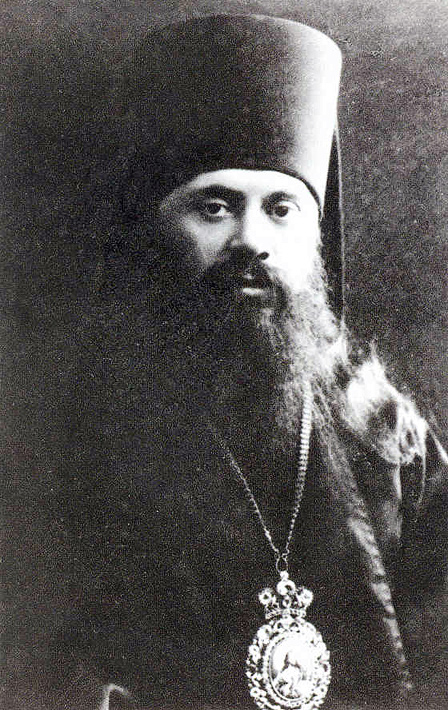
Anastasius als Bischof von Serpuchow

Metropolit Anastasius (und vorher: Anastassi, russisch Митрополит Анастасий, Geburtsname Alexander Alexejewitsch Gribanowski bzw. russisch Александр Алексеевич Грибановский; * 6. August 1873; † 22. Mai 1965) war ein Hierarch der Russisch-Orthodoxen Kirche und der zweite Erste Hierarch der Russischen Orthodoxen Kirche im Ausland.

## Leben
Gribanowski wurde 1873 im Dorf Bratki im Ujezd Borissoglebski im Gouvernement Tambow (heute: Rajon Ternowka, Oblast Woronesch) geboren. Seine Eltern waren der Priester Alexei Gribanowski und Anna (geborene Karmasina).
Gribanowsky besuchte zunächst die theologische Schule in Tambow und dann das theologische Seminar ebenda und setzte seine Ausbildung an der Moskauer Theologischen Akademie fort. Damals wirkte dort als Rektor der Archimandrit Antonius Chrapowizki, der spätere Metropolit von Kiew und Gründer und Erste Hierarch der ROKA. Nach dem Abschluss an der Akademie im April 1898 erhielt Alexander die Tonsur durch Bischof Alexander von Tambow und wurde Mönch mit dem Namen Anastasius in Anlehnung an Anastasios Sinaites. Am 23. April 1898 wurde er zum Hierodiakon ordiniert und kurz darauf zum Hieromonachos.
1900 wurde Anastasius zum Inspektor des Theologischen Seminars Bethanien beim Dreifaltigkeitskloster von Sergijew Possad berufen. 1901 wurde er Inspektor des Moskauer Theologischen Seminars und in den Rang eines Archimandriten erhoben.
Am 29. Juni 1906 wurde er zum Bischof von Serpuchow geweiht, als Vikar (Hilfsbischof) für die Diözese Moskau. Anlässlich der Ordination, hielt er die berühmt gewordene Predigt „Der wahre Weg von Christi Pastoralem Werk“, in der er offenbar die bevorstehenden Umwälzungen und Verfolgungen voraussah.
Als Vikar der Moskauer Diözese waren Anastasios’ Aufgaben die täglichen Gottesdiensten in der Mariä-Entschlafens-Kathedrale im Moskauer Kreml, in der Christ-Erlöser-Kathedrale und in anderen Moskauer Kirchen und Klöstern, sowie die Pflicht zu Visitationen der Parochien, zur Leitung von theologischen Schulen und zur Leitung eines Komitees zur Vorbereitung der 100-Jahr-Feierlichkeiten der Schlacht bei Borodino und des 300. Jubiläums der Romanow-Dynastie.
Im Mai 1914 wurde Anastasius auf die Eparchie Cholm und Lublin berufen. Wenig später begann der Erste Weltkrieg und, zusätzlich zu seinen Aufgaben in der Diözese, betreute Anastasius auch die Soldaten an der Front, wofür er den Orden des Heiligen Wladimir und später den Alexander-Newski-Orden verliehen bekam.
1915 musste er kriegsbedingt die Diözese zu verlassen und lebte zunächst im Tschudow-Kloster in Moskau. Ende 1915 wurde er auf die Eparchie von Chișinău und Chotyn berufen und 1916 in den Rang eines Erzbischofs erhoben. Mit der Eröffnung der rumänischen Front fand sich Anastasius erneut in einem Kriegsgebiet wieder.
Im August 1917 verließ er Bessarabien und begab sich nach Moskau, um am All-Russischen Konzil von 1917–1918 teilzunehmen. Bei den Wahlen zum Patriarchen von Moskau erhielt er 77 Stimmen und beteiligte sich im Anschluss an den Vorbereitungen zur Inthronisation von Patriarch Tichon, wie er selbst in dem Artikel „Wahl und Inthronisation Seiner Heiligkeit Patriarch Tichon, seine Persönlichkeit und [sein] Werk“ beschreibt. Als Erzbischof wurde Anastasius zum Mitglied des Heiligen Synods berufen.
Im Oktober 1918 verließ er wieder Moskau und begab sich nach Odessa, in der Hoffnung, nach Chişinău zurückkehren zu können, was zu dieser Zeit unter rumänischer Besatzung lag. Es gelang ihm jedoch nicht, nach Bessarabien zurückzukehren, da die rumänischen Behörden Druck ausübten, dass die Gemeinden die Russische Kirche verließen und unter die Jurisdiktion des Rumänischen Patriarchats fügten. Anastasius wollte nicht in die rumänische Kirche wechseln und blieb daher in Odessa. Mit der Invasion der Bolschewiki war er 1919 gezwungen, nach Konstantinopel zu gehen. Er kehrte kurzzeitig nach Russland zurück, besuchte Noworossijsk, Rostow und Nowotscherkassk, wo er Kontakt mit der Obersten Kirchenbehörde in Südost-Russland suchte, damals dem Metropoliten Antonius (Chrapowizki). Dann verließ er Russland erneut in Richtung Konstantinopel.
1921 besuchte er auf Aufforderung der „Provisorischen Höheren Auslandskirchenverwaltung“ den Berg Athos und das Heilige Land, um sich mit dem Zustand der russischen Klöster dort vertraut zu machen. Dann nahm er am ersten All-Diaspora-Konzil der russisch-orthodoxen Auslandskirche in Sremski Karlovci in Serbien als Administrator der russischen Gemeinden im Bereich des Konstantinopler Einflussbereichs teil.
1923 nahm er auf Einladung von Patriarch Meletios II. von Konstantinopel am so genannten „Panorthodoxen Kongress“ in Konstantinopel teil. Der Kongress verabschiedete Entscheidungen über die Annahme des Neuen Kalenders, die Wiederheirat für Kleriker und verheiratete Bischöfe, Verkürzungen der Gottesdienste, Abschaffung von Fastenzeiten und Vereinfachungen liturgischer Gewänder. Anastasius trat dabei als Gegner der Neuerungen auf, die er als unkanonisch ansah. Weil das Ökumenische Patriarchat die Fürbitten für Patriarch Tichon in den Gottesdiensten in den russisch-orthodoxen Gemeinden verbot und auch von Anastasius verlangte, dass er die Verbindungen zur Auslandskirche aufgab, war er gezwungen, Konstantinopel wieder zu verlassen und begab sich nach Bulgarien über den Weg durch Frankreich. In Bulgarien nahm er an der Konsekration der Alexander-Newski-Kathedrale teil und ging dann nach Serbien.
1924 wurde er zum Administrator der russisch-orthodoxen Mission in Jerusalem ernannt und reiste ins Heilige Land, wo er die nächsten zehn Jahre verbrachte.
1935 nahm er an einem Konzil teil, welches der serbische Patriarch Varnava Rosić einberufen hatte, mit dem Ziel, die Einheit der Russisch-Orthodoxen Kirche im Ausland wiederherzustellen. Am Konzil nahmen auch Metropolit Eulogius (Georgijewski) (Евло́гий, Васи́лий Семёнович Гео́ргиевский, Ewlogi, Wassili Semjonowitsch Georgijewski) teil, als Haupt der Westeuropäischen Metropolie (Vorgängerin des Exarchats der orthodoxen Gemeinden russischer Tradition in Westeuropa), sowie Metropolit Theophilus Paschkowski von San Francisco, als Haupt der Nordamerikanischen Metropolie (später: Orthodoxe Kirche in Amerika) und Bischof Dimitri (Wosnessenski) als Repräsentant der Metropolie des Fernen Ostens. Bei diesem Treffen wurde die Einheit der Auslandskirche erneuert, wenn auch nur zeitweilig, und die Bischöfe unterzeichneten die Temporären Statuten der Russisch-Orthodoxen Kirche im Ausland, die zu ihrer Verfassung wurden. Anastasius wurde aus diesem Anlass in den Rang eines Metropoliten erhoben und zum Assistenten von Metropolit Antonius Chrapowizki ernannt.
Nach dem Tod von Metropolit Antonius 1936 wurde Anastasius einstimmig zum neuen Ersten Hierarchen der Auslandskirche gewählt. 1938 war er Vorsitzender des zweiten All-Diaspora-Konzils.
Zu Beginn des Zweiten Weltkrieges fand sich Anastasius wieder einmal in der Gefahrenzone wieder, als die Deutschen 1941 Belgrad bombardierten und einnahmen. Die Invasion der Sowjetunion im Juni 1941 veranlasste Joseph Stalin seine Politik gegenüber der Russischen Kirche zu verändern. Stalin entließ Bischöfe aus dem Gefängnis und gestattete die Öffnung von Kirchen. Mit seiner Erlaubnis wählten die Hierarchen in der Sowjetunion am 8. September 1943 den Metropoliten Sergius Stragorodski zum Patriarchen von Moskau. Am 21. Oktober 1943 verurteilte Metropolit Anastasius zusammen mit acht Exil-Hierarchen in Wien die Wahl als unkanonisch.
Als die Sowjetarmee im September 1944 auf Belgrad zumarschierte, floh die Synode der Bischöfe nach Wien und im Sommer 1945 nach München. Ab 1948 verließen viele russische Flüchtlinge Europa mit den Vereinigten Staaten als Ziel. Deshalb forderten viele die Synode auf, über den Atlantik zu gehen, vor allem nach den Ereignissen von 1946 bei dem all-amerikanischen Konzil von Cleveland, wo die nordamerikanische Metropolie beschloss, die Verbindungen mit der Auslandskirche abzubrechen. In Anbetracht dieser Umstände ging Anastasius am 23. November 1950 nach New York. Unmittelbar nach seiner Ankunft in den Vereinigten Staaten, am 25. November 1950, reiste er nach Jordanville, wo er die Dreifaltigkeitskathedrale weihte, die Hauptkirche des dortigen Dreifaltigkeitsklosters. Auf die Konsekration folgte das erste Treffen des Bischofsrats der Auslandskirche auf dem Boden der Vereinigten Staaten unter Teilnahme von elf Hierarchen.
Zu diesem Anlass, und zum ersten und einzigen Mal in der Geschichte der Auslandskirche, führte Metropolit Anastasius die Konsekration des Chrisam durch. Vorher hatte sie das Chrisam von der Serbischen Orthodoxen Kirche erhalten.
Metropolit Anastasius nahm seinen Sitz in der New Kursk-Root Hermitage in Mahopac. Durch seine Bemühungen entstanden in Nordamerika etwa hundert neue Gemeinden und er konsekrierte sechs neue Bischöfe: Antonius (Sinkewitsch) von Los Angeles, Awerki (Tauschew) von Syracuse, Sawa (Rajewski) von Sydney, Antonius (Medwedew) von San Francisco, Sawa (Saratschewitsch) von Edmonton und Nektarius (Konzewitsch) von Seattle. Jeden Sommer unternahm Anastasius ab 1951 eine Reise durch die Vereinigten Staaten bis nach Kalifornien, wo er einen Teil des Sommers in San Francisco verbrachte. Dort errichtete der Synod auf seine Initiative hin die Gemeinde aller Heiligen Russlands (All Saints of Russia) in Burlingame.
Aufgrund seiner schlechten Gesundheit bat Anastasius 1964 um die Wahl eines Nachfolgers. Dazu traf sich der Bischofsrat am 27. Mai 1964 und wählte Bischof Filaret Wosnessenski von Brisbane zum neuen Ersten Hierarchen der Auslandskirche. Metropolit Anastasius trat in Ruhestand und die Synode verlieh ihm den Titel „Seligkeit“ (Beautitude) mit dem Recht, zwei Panagias zu tragen. Sein letzter Dienst als Bischof war bei der Heiligsprechung von Johannes von Kronstadt beim selben Treffen des Bischofsrats. Bald darauf starb Anastasius am 22. Mai 1965. Er wurde im Dreifaltigkeitskloster in Jordanville beigesetzt.